# Protecția copilului în România
Protecția copilului în România este protejarea copiilor de violență, exploatare, abuz și neglijare. Articolul 19 din Convenția ONU cu privire la drepturile copilului prevede protecția copiilor în casă și în afara acesteia. Una dintre modalitățile de a asigura acest lucru este oferindu-le educație de calitate, al patrulea dintre Obiectivele de Dezvoltare Durabilă a Națiunilor Unite, pe lângă alte sisteme de protecție a copilului.
Sistemele de protecție a copilului sunt un set de servicii administrate de obicei de guvern, concepute pentru a proteja copiii și tinerii minori și pentru a încuraja stabilitatea familiei. UNICEF definește un „sistem de protecție a copilului” ca: setul de legi, politici, reglementări și servicii necesare în toate sectoarele sociale în special bunăstarea socială, educația, sănătate, securitatea și justiție – pentru a sprijini prevenirea și răspunsul la riscurile legate de protecție.

## Definiții
Minor – copil care nu a împlinit încă vârsta majoratului, persoană care nu a împlinit vârsta legală pentru a beneficia de drepturi civile și politice depline.
Ocrotirea minorilor potrivit legi, se acordă:
- cei cărora părinții au decedat, necunoscuți sau în orice alta situație care duce la instituirea tutelei, dacă nu au bunuri sau alte mijloace materiale proprii, nu exista persoane care au fost obligate sau care pot fi obligate să-i întrețină;
- care, fiind deficienți, au nevoie de o îngrijire specială ce nu le poate fi asigurata în familie;
- care au săvârșit fapte prevăzute de legea penală, dar nu răspund penal sau sânt expusi sa savirșeasca asemenea fapte ori ale căror purtări contribuie la răspindirea de vicii sau deprinderi imorale în răndul altor minori, etc.[3].

## Încredințarea minorilor
Până în anul 1997 minorii prevăzuți în articolul de mai sus, alin. 1 precum și minorii a căror sănătate este primejduita în familie, puteau fi dati în plasament familial unei familii - soț și sotie, sau unei persoane care consimte la aceasta și care prezintă condiții morale, materiale și sanitare necesare.
Plasamentul familial se face cu încuviințarea părinților sau tutorelui de către comitetul executiv al CPJ sau al municipiului București prin organul de asistență socială.
În vederea creșterii, educării și pregătirii școlare și profesionale a minorilor  deficienți, precum și a minorilor arătați în art. de mai sus la alin 1 și 3 dacă față de aceștia din urma nu s-a putut lua nici una din măsurile prevăzute în articolele precedente, comisia pentru ocrotirea minorilor poate dispune încredințarea lor, după caz, uneia din următoarele instituții de ocrotire care era în subordinea unui minister:
- leagăne pentru copii în vârsta de până la 3 ani(Ministerul Sănătății);
- case de copii pentru preșcolari(3-7 ani) și școlari(până la 18 ani) ținea de Ministerului Educației;
- grădiniță, precum și școli generale și licee de cultura generală pentru deficienți recuperabili(Ministerului Muncii);
- școli profesionale și licee de specialitate pentru deficienți recuperabili(Ministerului Muncii);
- cămine școala și cămine atelier pentru deficienți, parțial recuperabili(Ministerului Muncii);
- cămine pentru deficienți, nerecuperabili(Ministerului Muncii)[4][5].

## Politica demografică înainte de 1989
Fenomenul orfanilor din România trebuie înțeles în contextul istoric local. Sub conducerea regimului Nicolae Ceaușescu, atât avortul, cât și contracepția au fost interzise, ducând la o creștere a natalității În octombrie 1966 a fost promulgat Decretul 770 care interzicea avortul, cu excepția cazurilor excepționale.
În anii următori în țară s-a înregistrat o creștere a numărului de nașteri, mai ales în perioada 1967-1968, ceea ce a dus la abandonarea multor copii, iar acești copii au fost internați în orfelinate iar cei bolnavi mintal în centre de copii cu dizabilități. 
Din păcate condițiile din orfelinate au scăzut după 1982, ca urmare a deciziei lui Ceaușescu de a face economii pe seama populației și a plătii datoria externă a țării. Din cauza recesiunii economice, electricitatea și căldura în orfelinate erau adesea intermitente, iar la populație alimentele erau pe rație pe bază de cartelă(lapte, pâine, carne, ouă, etc.) în orfelinat mâncarea era limitată.
Imediat după declanșarea Revoluției din decembrie 1989, Decretul nr. 770/1966 a fost abrogat prin Decretul-Lege nr. 1 din 26 decembrie 1989.

## Sistemul de protecție a copilului
După revoluția din 1989, au avut loc schimbări în vederea îmbunătățirii situației copiilor din instituții dar o reformă fundamentală nu a avut loc decât opt ani mai târziu. 1997 este anul în care a luat ființă sistemul de protecție iar responsabilitatea pentru funcționarea acestuia a fost delegată de la nivel central la nivel județean. Astfel au fost înființate 41 de Direcții Județene pentru Protecția Copilului și câte una în fiecare din cele 6 sectoare ale Bucureștiului, responsabile financiar și operațional atât pentru copiii aflați în dificultate cât și pentru instituțiile de ocrotire din raza fiecărui județ. Abordarea descentralizată a avut drept scop prevenirea instituționalizării prin acordarea de sprijin familiilor și închiderea instituțiilor de mari dimensiuni concomitent cu găsirea unor soluții alternative de protecție a copilului.
O serie de elemente au accelerat reforma sistemului de protecție a copilului în România: înființarea Departamentului pentru Protecția Copilului (care ulterior a suferit mai multe modificări de titulatură, în prezent funcționând sub denumirea de Autoritatea Națională pentru Protecția Drepturilor Copilului și Adopție) – instituție centrală cu rol de coordonare și elaborare a politicilor în domeniu și preluarea (începând cu anul 2000) de către Direcțiile pentru Protecția Copilului (actualele Direcții Generale de Asistență Socială și Protecția Copilului) a instituțiilor care adăposteau copii, aflate în subordinea altor instituții centrale (sănătate, educație).

## Îmbunătățirea condițiilor pentru copiii din unitățile de plasament din România
În Iunie 2001 Emma Nicholson, Parlamentul European raportor pentru România, a declarat că ar putea modifica proiectul de raport referitor la situația copiilor instituționalizați din România si propune suspendarea negocierilor de aderare a României la UE, in cazul in care guvernul român nu rezolva problema copiilor instituționalizați.Ulterior în septembrie 2005 "Baroneasa Emma Nicholson considera Romania este un model pentru Occident", situația protecției copilului este foarte buna in Romania, aceasta a evoluat.

## Serviciile de protecție a copilului
Legea stabilește atât tipurile de servicii destinate prevenirii separării copilului de părinți, cât și pe cele de protecție specială a copilului care a fost temporar sau definitiv separat de părinți. S-au organizat și au devenit funcționale următoarele tipuri de servicii: 
- servicii de zi;
- servicii de tip familia;
- servicii de tip rezidențial[3].

Serviciu de zi
Sunt acele servicii prin care se asigură menținerea, refacerea și dezvoltarea capacităților copilului și ale părinților săi, pentru depășirea situațiilor care ar putea determina separarea copilului de familia sa. Acestea cuprind:
- centre de zi;
- centre de consiliere și sprijin pentru părinți;
- centre de asistență și sprijin pentru readaptarea copiilor cu probleme psihice și sociale;
- serviciile de monitorizare, asistență și sprijin al femeii gravide predispuse să își abandoneze copilul.

Servicii de tip familial
Serviciile de tip familial sunt acele servicii prin care se asigură, la domiciliul unei persoane fizice sau familii, creșterea și îngrijirea copilului separat, temporar sau definitiv, de părinții săi, ca urmare a stabilirii în condițiile prezentei legi a măsurii plasamentului.
Serviciu de tip rezidențial
Rolul serviciilor de tip rezidențial este de a asigura protecția, creșterea și îngrijirea copilului separat, temporar sau definitiv, de părinții săi, ca urmare a stabilirii în condițiile legii a măsurii plasamentului.
Aceste servicii includ centrele de plasament(inclusiv casele de tip familial), centrele de primire a copilului în regim de urgență, precum și centrele maternale.

## Instituții cu atribuții în protecția și promovarea drepturilor copilului
- La nivel central – Autoritatea Națională pentru Protecția Drepturilor Copilului și Adopție aflată în subordinea Ministerului Muncii, Familiei, Protecției Sociale și Persoanelor Vârstnice;
- La nivel județean – Direcțiile Generale de Asistență Socială și Protecție a Copilului (DGASPC), în subordinea Consiliilor Județene, respectiv a Consiliilor Locale ale Municipiului București;
- La nivel local – Serviciile Publice de Asistență Socială, organizate la nivelul municipiilor și orașelor, sau persoane cu atribuții de asistență socială din aparatul propriu al consiliilor locale comunale[11].

## Legislație privind protecția copilului
1. Constituția României
2. HGR 1437/2004 Privind organizarea și metodologia de funcționare a comisiei pentru protecția copilului
3. HGR 1434/2004 Privind atribuțiile și Regulamentul-cadru de organizare și funcționare ale Direcției generale de asistență socială și protecția copilului
4. HGR 1440/2004 Privind condițiile și procedura de licențiere și de inspecție a serviciilor de prevenire a separării copilului de familia sa, precum și a celor de protecție specială a copilului lipsit temporar sau definitiv de ocrotirea părinților săi
5. HGR 1441/2004 Privind autorizarea organizațiilor private străine de a desfășura activități în domeniul adopției internaționale
6. Legea 18/1990 pentru ratificarea Convenției cu privire la drepturile copilului
7. Legea 272/2004 Privind protecția și promovarea drepturilor copilului
8. Legea 273/2004 Privind regimul juridic al adopției
9. Norma metodologică de aplicare a Legii nr. 273/2004 privind regimul juridic al adopției
10. Ordinul 177/2003 Privind aprobarea standardelor minime obligatorii pentru telefonul copilului, standardelor minime obligatorii privind centrul de consiliere pentru copilul abuzat, neglijat și exploatat, precum și a standardelor minime obligatorii privind centrul de resurse comunitare pentru prevenirea abuzului, neglijării și exploatării copilului
11. Ordinul 21/2004 Pentru aprobarea standardelor minime obligatorii privind serviciile pentru protecția copilului de tip rezidențial
12. Ordinul 27/2004 Pentru aprobarea Standardelor minime obligatorii privind serviciile pentru protecția copilului de tip rezidențial pentru copiii cu dizabilități
13. Ordinul 35/2003 Privind aprobarea Standardelor minime obligatorii pentru asigurarea protecției copilului la asistentul maternal profesionist și a ghidului metodologic de implementare a acestor standarde
14. Ordinul 69/2004 Pentru aprobarea Standardelor minime obligatorii privind managementul de caz în domeniul protecției copilului
15. Ordinul 88/2004 Pentru aprobarea Standardelor minime obligatorii privind centrul de consiliere și sprijin pentru părinți și copii
16. Ordinul 89/2004 Pentru aprobarea Standardelor minime obligatorii privind centrul de primire în regim de urgență pentru copilul abuzat, neglijat și exploatat
17. Regulament cadru de organizare și funcționare a Direcției generale de asistentă socială și protecția copilului
18. Regulament de organizare și funcționare a Direcției Generale de Asistență Socială și Protecția Copilului

## Zi festivă
Din anul 1983, ziua de 25 mai este dedicată copiilor dispăruți, iar la nivel mondial sunt organizate acțiuni care au scopul de a sensibiliza opinia publică cu privire la problematica copiilor declarați dispăruți în întreaga lume.